# Parallelparkering
Parallelparkering er en metode til at parkere et køretøj parallelt med vejen (deraf udtrykket "Parallelparkering«), på linje med andre parkerede biler. Parallelparkering kræver normalt at man indledningsvis kører lidt forbi parkeringspladsen, op parallelt med den parkerede bil foran den ledige plads, for derefter at bakke og dreje bilen ind på den tomme plads. Efterfølgende kan positionen justeres ved brug af frem- og bakgear.

## Køreprøve
Ved undervisning på køreskoler er parallelparkering en del af pensum. Ved en køreprøve kalder de prøvesagkyndige parallelparkeringen for “Baglæns parkering til vejkant“. Til køreprøven må der være max. være 30 centimeters afstand mellem bilens dæk og kantsten ved en parallelparkering.